# Nguyễn Thức Đường
Nguyễn Thức Đường (1886 – 1916), còn có tên là Trần Hữu Lực, tên thường gọi là Nho Năm; là học sinh trong phong trào Đông Du, và là chiến sĩ trong Việt Nam Quang phục Hội của Việt Nam.

## Tiểu sử
Nguyễn Thức Đường sinh năm Bính Tuất (1886) tại làng Đông Chữ, huyện Nghi Lộc, tỉnh Nghệ An.
Ông là con trai thứ hai của nhà giáo Nguyễn Thức Tự (1841 – 1923, tục gọi cụ Sơn), là em ruột bác sĩ Nguyễn Thức Canh (còn gọi là Trần Trọng Khắc, 1884 – 1965), và là anh ruột của chiến sĩ cách mạng Nguyễn Thức Bao (? – ?).
Sinh ra trong một gia đình có truyền thống yêu nước, năm 1908, hưởng ứng phong trào Đông Du, ông Đường xuất dương sang Nhật Bản  lấy tên là Trần Hữu Lực (hiệu Càn Kiện), học tại trường Đông Á đồng Văn thư viện .
Khoảng đầu năm 1909, tổ chức Đông Du ở Nhật bị giải tán, ông sang Trung Quốc học trường Lục quân. Ra trường, ông phục vụ trong quân đội cách mạng của Tôn Văn ở Quảng Đông (Trung Quốc) .
Năm 1912, ông tham gia Việt Nam Quang phục Hội. Năm 1915, ông cùng Trần Trung Lập và Võ Đình Mẫn, từ biên giới Trung Quốc đột nhập về tấn công đồn Tà Lùng của quân Pháp tại Lạng Sơn. Cuộc đột kích thất bại, ông trốn sang Thái Lan .
Đến ngày 26 tháng 6 năm 1915, ông bị Pháp bắt được. Sau đó, họ đem ông về Việt Nam và xử chém tại Bạch Mai (Hà Nội) cùng với Nguyễn Đức Công vào ngày 24 tháng 1 năm 1916 (Bính Thìn) . Khi ấy, Nguyễn Thức Đường mới 30 tuổi.
Nói về gia đình ông, đương thời nhân dân ở Nghi Lộc (Nghệ An) có bài ca:
Ai về Nghi Lộc, Nghệ An,
Hỏi thăm con cháu cụ Sơn thế nào?
Hỏi Canh: hoạt động bên Tàu,
Hỏi Đường? Tây đã chặt đầu năm nao?
...
Cha con sau trước bốn người,
Hiến thân cho nước, cho nòi Việt Nam.
Tại quận Bình Tân, Thành phố Hồ Chí Minh, hiện có con đường mang tên Nguyễn Thức Đường.

## Thông tin thêm
Nguyễn Thức Bao (? - ?), là con trai út của Nguyễn Thức Tự, và là em ruột của Nguyễn Thức Canh và Nguyễn Thức Đường. Noi theo cha anh, ông cũng sớm tham gia chống Pháp. Năm 1913, ông Bao sang Nhật Bản, rồi về hoạt động ở Trung Quốc và Thái Lan. Sau khi chiến tranh thế giới thứ nhất bùng nổ, ông bị bắt cùng với một số nhà yêu nước Việt Nam. Bị xử đày ra Côn Đảo, ông Bao đã tổ chức vượt ngục. Hai lần đầu bị quân Pháp bắt lại, đến lần thứ 3 thì bị mất tích .